# Arthrodesmus octocornis
Arthrodesmus octocornis  là một loài Song tinh tảo trong họ Desmidiaceae, thuộc chi Arthrodesmus.